# Patrick Carnes
Patrick J. Carnes (1944) is een Amerikaanse voorstander van de opvatting dat een verhoogde mate van seksuele activiteit als vorm van een verslaving beschouwd mag worden. Volgens CBS News populariseerde hij de term seksverslaving (sex addiction). Hij is de oprichter van de International Institute for Trauma and Addiction Professionals (ITAAP) (vertaling: Internationale instituut voor trauma- en verslavings-professionals) naast een aantal behandelingscentra voor verslavingszorg en de certificering voor de CSAT (Certified Sex Addiction Therapist, gecertificeerde seksverslavings-therapeut).
Hoewel velen hem als de "uitvinder" van de term "seksverslaving" in zijn publicatie van 1983 beschouwen moet hiervoor naar dr. Lawrence J. Hatterer gekeken worden, een overtuigde voorstander van conversietherapie. Dr. Hatterer beschouwt onder andere homoseksualiteit als (een vorm van) verslaving die te behandelen is.
Patrick Carnes is eigenaar van Gentle Path Meadows en Pine Grove Health.

## Opleiding en carrière
Carnes behaalde in 1966 bij Saint John’s Universiteit in Collegeville, Minnesota, zijn Bachelor of Arts-graad. Drie jaar later behaalde hij zijn master-graad bij de Brown-universiteit in Providence, Rhode Island.
Carnes behaalde een Ph.D. in het opleiden van counselors en organisatorische ontwikkeling van de Universiteit van Minnesota in 1980. He kreeg ook de onderscheiding voor "Lifetime Achievement Award" van de Society for the Advancement of Sexual Health (SASH, vertaling: "Gemeenschap voor de bevordering van seksuele gezondheid), voorheen bekend als de National Council on Sexual Addiction and Compulsivity, (NCSAC). Ieder jaar reikt de SASH een naar Carnes vernoemde prijs aan onderzoekers en clinici die buitengewone bijdragen hebben geleverd aan het onderzoek naar seksuele gezondheid.
Hij was werkzaam in het vakgebied rond seksverslaving in een aantal uiteenlopende rollen, waaronder directeur voor een kliniek voor hulp bij seksproblemen van The Meadows in Wickenburg (Arizona) (1996-2004), hoofdredacteur van Sexual Addiction and Compulsivity: The Journal of Treatment and Prevention, de officiële uitgave van de Amerikaanse nationale raad voor seksverslaving/compulsiviteit, bestuurslid van dezelfde raad, adviseur bij de nationale adviescommissie van de Amerikaanse organisatie van gezondheidszorg op gebied van verslavingszorg. Carnes is de oprichter en senior-consultant van de Gentle Path (vertaling: de zachte weg) bij The Meadows-programma in Wickenburg (Arizona).
Carnes is de oprichter van de International Institute for Trauma and Addiction Professionals

## Persoonlijke overtuigingen en kritiek
Carnes legt de oorzaak van de verslaving bij de levensovertuiging van de "verslaafde" cliënt. Hij is ervan overtuigd dat een fundamenteel mechanisme die aan de verslaving bijdraagt wordt veroorzaakt door "zekere overtuigingen in de basis" die verkeerd of fout zijn. "In het algemeen beschouwen verslaafden zichzelf niet als volwaardige leden van de samenleving. Evenmin zouden ze geloven dat anderen om hen geven of in hun behoeftes zouden voorzien als hun verslaving bekend was bij die anderen. Tot slot zouden de seksverslaafden ervan overtuigd zijn dat seks hun meest primaire behoefte is, iets wat de isolatie draagbaar maakt. Als je geen vertrouwen hebt in de medemens, dan val je terug op de zekerheid dat seks, net als alcohol en gokken, je geeft wat je ervan verwacht. Althans, voor dat ene, korte moment. Kortom, in onze definitie van verslaving is er een relatie met seks in plaats van met mensen."
Carnes is ervan overtuigd dat op minst 40% van vrouwelijke internetgebruikers zich bezig houden met problematische cyberseks.
Carnes' opvatting van seksverslaving is controversieel. Carnes erkent dat de term seksverslaving niet voorkomt in DSM-IV. Meer precies, het woord "verslaving" komt niet voor in de context van seks. Hij zegt in dit verband: "Iedere editie van dit boek is een weergave van de consensus ten tijde van de publicatie wat betreft de reikwijdte van psychische aandoeningen. Iedere opeenvolgende editie geeft voortschrijdend inzicht weer. Derhalve dient het gehele DSM-systeem beschouwd te worden als "werk in uitvoering", in tegenstelling tot de bijbel." De vijfde DSM, gepubliceerd in 2013, ontbeert seksverslaving "omdat het onderzoek naar deze gedrag en handelwijze als onvoldoende beschouwd werd."
In een van zijn boeken, "Don't Call It Love", stelt Carnes dat je een seksverslaafde bent als je ooit, al was het maar een enkele keer, een van volgende handelingen deed:
- Betalen voor het lidmaatschap van een dating site
- Betrokken was bij BDSM
- Beginnen aan een polyamoreuze relatie
- Een mannenblad zoals Playboy, een boekje uit de Boquet-reeks kocht of voor een porno-site betaalde
- Zich bezig hield met een type seksactiviteit waarvan je zelf de inschatting maakt dat het eigenlijk niet normaal zou zijn
- Zich bezig hield in een type seksactiviteit die tegen de lokale wet is op dat moment
- Een seksclub of seksfeestje bezocht heeft

## Boeken
(en)  Overzicht publicaties
- Contrary to Love: Helping the Sexual Addict. Hazelden Publishing (1994), p. 312. ISBN 1568380593.
- Recovery Zone, Volume I (2010)
- Carnes, Patrick (2015) Facing the shadow: starting sexual and relationship recovery: a gentle path to beginning recovery from sex addiction. ISBN 9780985063375 OCLC 859046383

- Don't Call it Love: Recovery from Sexual Addiction. Bantam Books (1992), p. 441. ISBN 0553351389.
- Contrary to Love: Helping the Sexual Addict. Hazelden Publishing (1994), p. 312. ISBN 1568380593.
- Sexual Anorexia: Overcoming Sexual Self-Hatred. Hazelden Publishing (1997), p. 420. ISBN 1568381441.
- The Betrayal Bond: Breaking Free of Exploitative Relationships. HCI Books (1997), p. 282. ISBN 9780757318245.
- Open Hearts: Renewing Relationships with Recovery, Romance & Reality. Gentle Path (1999), p. 230. ISBN 9781929866007.
- Out of the Shadows: Understanding Sexual Addiction. Hazelden Publishing (2001), p. 240. ISBN 1568386214.
- Facing the Shadow: Starting Sexual and Relationship Recovery : a Gentle Path to Beginning Recovery from Sex Addiction. Gentle Path (2005), p. 308. ISBN 9780977440009.
- In the Shadows of the Net: Breaking Free of Compulsive Online Sexual Behavior. Simon and Schuster (2009), p. 264. ISBN 9781592857869.
- Recovery Zone: Making Changes That Last: The Internal Tasks. Gentle Path (2009), p. 307. ISBN 9780977440016.
- Facing Addiction: Starting Recovery from Alcohol and Drugs. Gentle Path (2011), p. 296. ISBN 9780982650561.
- A Gentle Path through the Twelve Principles: Living the Values Behind the Steps. Hazelden Publishing (2012), p. 280. ISBN 9781592859979.
- A Gentle Path through the Twelve Steps: The Classic Guide for All People in the Process of Recovery. Simon and Schuster (2012), p. 340. ISBN 978-1592859962.

## Externe koppelingen
- Dr. Patrick Carnes, persoonlijke website
- Pine Grove Treatment, instelling en eigendom van Patrick Carnes
- Gentle Path at the Meadows, instelling en eigendom van Patrick Carnes